# جشنواره بین‌المللی فیلم‌های مستند و کوتاه کرالا
جشنواره بین‌المللی فیلم‌های مستند و کوتاه کرالا(IDSFFK) یک رویداد سالانه است که در شهر تریواندروم ایالت کرالا در کشور هند برگزار می‌شود. این جشنواره به معرفی، ارتقاء و تشویق صنعت مستند و فیلم کوتاه در هند و سراسر جهان می‌پردازد. این جشنواره با حمایت دولت ایالتی کرالا و سازمان‌ها و نهادهای مرتبط با سینما و فیلم‌سازی در کشور هند برگزار می‌شود.

## تاریخچه
جشنواره بین‌المللی فیلم‌های مستند و کوتاه کرالا برای اولین بار در سال ۲۰۰۸ برگزار شد و به سرعت تبدیل به یکی از مهم‌ترین جشنواره‌های هند در حوزه مستند و فیلم کوتاه تبدیل شد و هر ساله میزبان صدها اثر متنوع از سراسر جهان است.
جشنواره بین‌المللی فیلم‌های مستند و کوتاه کرالا توسط آکادمی چالاچیترا ایالت کرالا به نمایندگی از وزارت امور فرهنگی دولت ایالتی کرالا برگزار می‌شود. این جشنواره جزء تلاش‌های آنها برای تحریک کردن و ساختن یک جنبش پویا در حوزه مستند و فیلم کوتاه است. افزایش دسترسی به فناوری رسانه‌ای و ارزان سازی آن منجر به افزایش تولید و دامنه فیلم‌ها شده‌است. حالا تصویرگران از همه زمینه‌های زندگی استفاده می‌کنند تا بتوانند الهام‌بخش، آزمایش‌گر، آموزش دهنده باشد تا ابزاری مؤثری برای تصور و ایجاد تغییرات اجتماعی باشد.

## برنامه‌ها
در طول دوره‌های جشنواره، فیلم‌های مستند و کوتاه به صورت رقابتی و غیررقابتی نمایش داده می‌شوند. جوایز مختلفی نیز به بهترین اثرات هر دسته از این دو ژانر اهدا می‌شود. علاوه بر این، کارگاه‌ها، سخنرانی‌ها و نشست‌های تخصصی نیز در جریان جشنواره برگزار می‌شوند که فیلم‌سازان و اهالی این صنعت می‌توانند از تجربیات یکدیگر بهره‌مند می‌شوند تا ارتباطات حرفه‌ای برقرار کنند.
برنامه جشنواره شامل موارد زیر می‌شود:
- بخش مسابقه ملی
- مسابقه فیلم‌های دانشجویی برای فیلم‌های تولید شده توسط دانشجویان مقیم کرالا
- بخش غیر رقابتی/مالایالمی که شامل فیلم‌های کوتاه مستند و داستانی به زبان مالایالمی است.
- جایزه یک عمر تلاش: هرساله در این رویداد، جایزه یک عمر تلاش به یک شخصیت سینمایی اهدا می‌شود که از طریق آثارش در مستندسازی تأثیری گذاشته باشد و جایزه نقدی به ارزش ۲۰۰٬۰۰۰ روپیه و یک لوح تقدیر به او اهدا خواهد شد.[۱]
- بخش غیر رقابتی/بین‌المللی[۳]

## فیلم‌های فارسی‌زبان
فیلم‌های فارسی‌زبانی که تاکنون در این جشنواره حضور داشتند:
- ۱۴۰۲ چمدان(فیلم) کارگردان: حمید بهرامی[۴]
- ۱۴۰۱ بعد از نیمه‌شب کارگردان: محمد باقری[۵]
- ۱۴۰۱ روز دیگر کارگردان: سهند خلج[۶]
- ۱۴۰۱ سرنوشت (فیلم) کارگردان: یاسر طالبی[۷]
- ۱۴۰۱ اسلیت اند کارگردان: علیرضا کاظمی‌پور[۸]
- ۱۴۰۰ کال فاطمه کارگردان: مهدی زمان‌پور کیاسری[۹]